# Guillermo Viscarra Bruckner
Guillermo Viscarra Bruckner  (Santa Cruz de la Sierra, 7 de febrero de 1993) es un futbolista boliviano. Juega como arquero y su actual equipo es el Alianza Lima de la Liga 1 del Perú.Es internacional absoluto con la selección de fútbol de Bolivia.

## Biografía
Su padre Sergio Viscarra también fue arquero, atajando en la Academia Tahuichi.

## Trayectoria
Se formó en la Academia Tahuichi Aguilera, desde donde emigró a Brasil, dando inicio a su carrera profesional al unirse al Vitoria. En 2014 regresó a Bolivia y firmó con el Club Bolívar, donde jugó por una temporada antes de ser transferido al Oriente Petrolero.
En 2017 se trasladó a Israel para unirse al Hapoel Ra'anana AFC, aunque al año siguiente volvió a Oriente Petrolero. En 2019 retornó al Bolívar, donde permaneció una temporada más, y en 2021 se incorporó a The Strongest, equipo en el que jugó hasta el final de la temporada 2024.
En diciembre de 2024, fue fichado por el Club Alianza Lima, club peruano que lo contrató para afrontar la temporada 2025 en la Liga 1 y la Copa Libertadores. Su vínculo con el equipo es por dos años, con opción de renovación por una temporada adicional.

## Selección nacional
Ha sido internacional con la selección de Bolivia en 7 ocasiones y ha sido internacional con la selección sub-20 en 5 ocasiones en 2013.

## Clubes
| Club                | País    | Año       |
| ------------------- | ------- | --------- |
| Vitória             | Brasil  | 2012-2014 |
| Bolívar             | Bolivia | 2014-2015 |
| Oriente Petrolero   | Bolivia | 2015-2017 |
| Hapoel Ra'anana AFC | Israel  | 2017      |
| Oriente Petrolero   | Bolivia | 2018      |
| Bolívar             | Bolivia | 2019-2020 |
| The Strongest       | Bolivia | 2021-2024 |
| Alianza Lima        | Perú    | 2025-act. |

## Palmarés

### Títulos nacionales
| Título           | Club          | Año           |
| ---------------- | ------------- | ------------- |
| Primera División | Bolívar       | Apertura 2014 |
| Primera División | Bolívar       | Clausura 2015 |
| Primera División | Bolívar       | Apertura 2019 |
| Primera División | The Strongest | 2023          |